# اگوگلیانو
اگوگلیانو (به ایتالیایی: Agugliano) یک سکونتگاه در ایتالیا است که در استان آنکونا واقع شده‌است.

## خصوصیات
اگوگلیانو ۲۱٫۷ کیلومترمربع مساحت و ۴٬۳۴۸ نفر جمعیت دارد و ۲۰۳ متر بالاتر از سطح دریا واقع شده‌است.